# Pedinotus pardalotus
Pedinotus pardalotus är en stekelart som beskrevs av Marsh 2002. Pedinotus pardalotus ingår i släktet Pedinotus och familjen bracksteklar. Inga underarter finns listade i Catalogue of Life.